# Ryo Nagai
Ryo Nagai (永井 龍 Nagai Ryo?), född 23 maj 1991 i Hyōgo prefektur, är en japansk fotbollsspelare.
Nagai började sin karriär 2010 i Cerezo Osaka. Efter Cerezo Osaka spelade han för Perth Glory FC, Oita Trinita, V-Varen Nagasaki, Nagoya Grampus, Matsumoto Yamaga FC och Sanfrecce Hiroshima.